# 上塔皮切區
上塔皮切區（西班牙語：Distrito de Alto Tapiche），是秘魯的一個區，位於該國東北部洛雷託大區的雷克納省，始建於1946年7月20日，面積9,013.8平方公里，海拔高度121米，2005年人口1,908，人口密度每平方公里0.21人。